# 茂伸奇談
《茂伸奇談》（ものべの）是由Lose在2012年4月27日發售視覺小說類型成人遊戲，2018年1月26日發售中文版。2013年10月25日發售《茂伸奇談 -happy end-》，為劇情經過改寫版本。後來發售PlayStation Vita版《茂伸奇談 -pure smile-》。

## 故事
澤井透和妹妹夏葉回到人類與妖怪共存的故鄉「茂伸村」，但是就在兩人觀看姬宮流（ひめみや流）夏日祭典的面具舞表演時候，夏葉卻突然倒下並且身體開始出現急速成長。

## 角色
聲優順序為PC/PSV。
澤井透（聲優：陸奥出流/ 小尾元政）
本作男主角。犀玉醫大五年級學生。出生於高知縣茂伸郡茂伸村，現居埼玉縣河越市。
澤井夏葉（聲優：杏子御津 / 門脇舞以）
透的妹妹。
栖美（聲優：佐倉江美 / 永井真衣）
名叫「赤赤熊」（あかしゃぐま）的妖怪。
有島愛麗絲（聲優：ヒマリ / 朋永真季）
透的鄰居獨生女。

## 主題曲
片頭曲1st「夏末時分」（夏果）
作詞：aruy，作曲：岩野道拓，編曲：Team-OZ，歌：佐藤裕美
片頭曲2nd「與你編織的故事」（君と紡いでいく物語）
作詞：小林民府，作曲：Team-OZ，編曲：Yut,imasuke，歌：Prico
夏葉片頭曲「月下的祈禱」（月下の祈り）
作詞、作曲：studio sync, Beat system，歌：Junko
happy end片頭曲「手牽手，同心圓」（みんなのわ）
作詞、作曲、編曲：Team-OZ，歌：西沢はぐみ
pure smile片頭曲「茂伸之歌」（ものべののうた）
作詞、作曲、編曲：Team-OZ，歌：西沢はぐみ
夏葉片尾曲「明日更比今朝好」（明日今日よりもずっと）
作詞、作曲：神凪琉榎，歌：小鳥遊まこ
栖美片尾曲「千古」（千の古）
作詞、作曲：神凪琉榎，歌：Sake
愛麗絲片尾曲「涼風」
作詞、作曲：衛兒，歌：上条ひずる
happy end片尾曲「每個人的笑容」（みんなの笑顔）
作詞、作曲、編曲：Team-OZ，歌：氷青

## 評價
《茂伸奇談》在萌系遊戲大賞2012中獲得月間獎及BGM獎的銀獎，隔年萌系遊戲大賞2013中《茂伸奇談 -happy end-》獲得宣傳獎（プロモーション賞）的金獎。《ファミ通》1346号的クロスレビュー對《茂伸奇談 -pure smile-》給予27/40評分。

## 外部連結
- 日文官方網站 （页面存档备份，存于）Lose（日語）
- 中文官方網站 （页面存档备份，存于）HIKARI FIELD（简体中文）
- Android、iOS版官方網站 （页面存档备份，存于）萌えAPP（日語）
- 茂伸奇談 -pure smile-官方網站 （页面存档备份，存于）dramatic create（日語）